# Danya Abrams
Danya Earl Abrams (Greenburgh, 24 settembre 1974) è un ex cestista statunitense.

## Palmarès
- Campione USBL (1997)
- Coppa Korać: 1

Unicaja Málaga: 2000-01